# Notitarde
Notitarde es un periódico venezolano. Tiene su sede en Valencia, Estado Carabobo. Está afiliado al Bloque de Prensa Venezolano, Cámara Venezolana de Prensa y Sociedad Interamericana de Prensa (SIP).

## Historia
Fue fundado como diario vespertino el 9 de agosto de 1976 por los hermanos Miguel, Manuel y Margarita Jiménez Márquez, junto a Antonio J. Ríos Rodríguez. A los seis meses, el diario tiene dos ediciones: matutina y vespertina; teniendo la versión matutina más aceptación.  En menos de un año de creado, Notitarde pasó a ser un matutino. Notitarde estaba dirigido a los lectores de nivel socioeconómico D y E. Al principio, su formato tenía mucha similitud con el diario deportivo de circulación nacional Meridiano.
En 1989, el empresario Ricardo Degwitz compró el periódico y lo orientó hacia los lectores de todos los niveles socioeconómicos. En agosto de 1997 apareció su sitio web.
Notitarde recibió el premio Nacional de Periodismo en 1978 y 2000, así como el Premio Monseñor Pellin en el año 2000.
En 2008, llegó a ser el segundo diario de mayor circulación en Venezuela, según el Comité Certificador de Medios (Ccmaf) de la Asociación Nacional de Anunciantes (Anda) y la Federación Venezolana de Agencias de Publicidad (Fevap).
El 21 de enero de 2015 se anunció la venta de la editorial de Notitarde al empresario español José Rodríguez Álvarez, dueño del hotel Hesperia WTC de Valencia.

## Productos
Notitarde pública también varios productos que vienen encartados en el periódico: Revista del domingo, Deportivo del lunes, Destinos turísticos, Iglesia católica en Valencia, Super viernes, Valencia fashion, Economía y finanzas. 
Además de la versión principal del periódico, Notitarde tiene también una edición especial para el área de Puerto Cabello llamada Notitarde La Costa.